# Borís Nemtsov
Borís Yefímovich Nemtsov (en ruso: Бори́с Ефи́мович Немцо́в; Sochi, 9 de octubre de 1959-Moscú, 27 de febrero de 2015) fue un estadista, físico teórico y político liberal ruso, miembro del parlamento regional de Yaroslavl, copresidente del partido político RPR-PARNÁS (una parte de la Alianza de Liberales y Demócratas por Europa), uno de los cofundadores y líderes del movimiento Solidárnost y un abierto crítico del régimen político de Vladímir Putin. Fue asesinado en el puente Bolshói Moskvoretski, a 200 metros del Kremlin, en febrero de 2015.
Nemtsov fue el primer gobernador de la óblast de Nizni Nóvgorod (1991-1997). Más tarde trabajó en el Gobierno de Rusia como ministro de Combustibles y Energía (1997), y fue viceprimer ministro de Rusia y miembro del Consejo de Seguridad de 1997 a 1998. En 1998, fundó el movimiento Joven Rusia. En 1998, fue cofundador del grupo de coalición Causa justa, y en 1999 formó la Unión de Fuerzas de Derecha que posteriormente se convirtió en bloque electoral y de partidos políticos. Fue elegido varias veces para el parlamento ruso. Nemtsov fue miembro del Congreso de los Diputados del Pueblo (1990), del Consejo de la Federación (1993-1997) y de la Duma Estatal (1999-2003). También trabajó como vicepresidente de la Duma Estatal y fue líder del grupo parlamentario de la Unión de Fuerzas de Derecha. Después de que se dividiera la Unión de Fuerzas de Derecha en 2008, fue cofundador del movimiento Solidárnost. En 2010, la coalición para Rusia co-formado sin anarquía y la corrupción (se le negó en el registro como partido). Desde 2012, Nemtsov fue copresidente del Partido Republicano de Rusia - Partido de Libertad Popular (RPR-PARNÁS), un partido político registrado.
Él era doctor en ciencias físico-matemáticas, era autor de varias publicaciones que criticaban al gobierno de Putin, y fue un activo organizador y participante de las marchas de los disidentes, Estrategia-31 y protestas de 2011-2013 en Rusia por unas elecciones sin fraude.
Nemtsov fue asesinado a tiros en la noche del 27 de febrero de 2015 en Moscú, mientras caminaba cerca del Kremlin con su pareja, la modelo ucraniana Anna Durítskaya. Esto ocurrió casi un día antes de la marcha de la oposición Vesná (en ruso "Primavera"), para protestar contra la crisis económica en Rusia y la guerra del Donbás. Nemtsov había dicho a sus amigos que se sentía amenazado por Putin por oponerse a su política de apoyar a los separatistas prorrusos en Ucrania.

## Biografía
Boris Yefimovich Nemtsov nació en Sochi en 1959, hijo de Yefim Davidovich Nemtsov y Dina Yakovlevna Nemtsova (de soltera Eidman). Su madre, médica, es judía.
Nemtsov se crio en Gorki, actual Nizni Nóvgorod. Sus padres se divorciaron cuando él tenía cinco años.En su autobiografía, Nemtsov relata que su abuela paterna, perteneciente a la Iglesia ortodoxa rusa, lo bautizó cuando era solo un niño, algo que Nemtsov, que era un cristiano ortodoxo practicante, descubrió muchos años después.
De 1976 a 1981, Nemtsov estudió física en la Universidad Estatal de Nizni Nóvgorod en la ciudad de Gorki, licenciándose en 1981. Con 25 años, en 1985 defendió su tesis doctoral en Física y Matemáticas. Hasta 1990, trabajó como investigador en el Instituto de Investigación Radiofísica, y produjo más de 60 publicaciones académicas relacionadas con la física cuántica, la termodinámica y la acústica.
Propuso un modelo teórico para una láser acústico y un novedoso diseño de antenas para sondas espaciales.
En 1986, a raíz del accidente de Chernóbil, Nemtsov organizó un movimiento de protesta en su ciudad natal, lo que impidió efectivamente la construcción de una nueva central nuclear en la región.

## Inicios de su carrera política: 1989-2004
En 1989, Nemtsov se postuló para el Congreso de los Diputados del Pueblo de la Unión Soviética. Apoyó ideas reformistas que para el tiempo eran bastante radicales, como una democracia multipartidista y el desarrollo de la empresa privada. No tuvo éxito en esta elección, pero en 1990 volvió a postularse por el Sóviet Supremo de la RSFS de Rusia como representante de Gorki (más tarde rebautizado Nizni Nóvgorod). En esta ocasión Nemtsov derrotó a los otros 12 candidatos, la mayoría de los cuales eran miembros del Partido Comunista de la Unión Soviética. En el Parlamento se unió a la "Coalición de Reforma" y grupos políticos de "centro-izquierda".
En el parlamento ruso, Nemtsov estaba en el comité legislativo que trabaja en la reforma agrícola y la liberalización del comercio exterior. Fue en este cargo que Nemtsov conoció a Borís Yeltsin, quien quedó impresionado con el trabajo del joven. Durante el intento de golpe de Estado contra el Presidente de la Unión Soviética Mijaíl Gorbachov en 1991, Nemtsov fue partidario vehemente de Borís Yeltsin, y estuvo a su lado durante todo el enfrentamiento. Después de los acontecimientos de octubre de 1991, la lealtad de Nemtsov fue recompensada con el cargo de representante presidencial en su región natal de Nizni Nóvgorod.
En noviembre de 1991, Nemtsov fue nombrado gobernador de la región de Nizni Nóvgorod. Fue reelegido en ese cargo por el voto popular en diciembre de 1995. Su mandato estuvo marcado por la puesta en práctica de un programa gratuito de gran alcance, una caótica reforma del mercado que le valió el apodo de "Laboratorio de Reforma", y dio lugar a importantes beneficios económicos y crecimiento para la región. Las reformas de Nemtsov ganaron elogios de la ex primera ministra británica Margaret Thatcher, quien visitó Nizni Nóvgorod en 1993.
En diciembre de 1993, Nemtsov fue elegido como miembro del Consejo de la Federación, la cámara alta del Parlamento ruso. Durante la campaña electoral fue respaldado por "Elección Democrática de Rusia" y "Yábloko", que eran entonces los principales partidos liberales en el país.

## Trayectoria posterior: 2004-2015

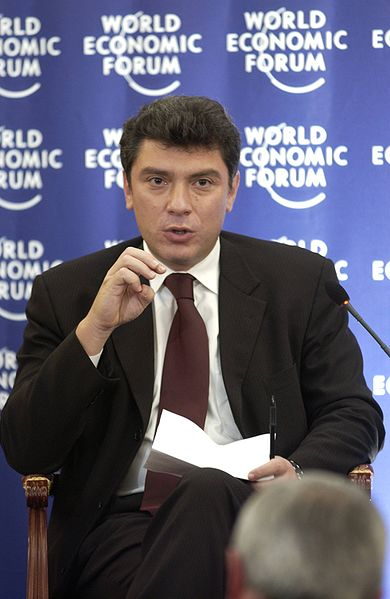
Nemtsov en el Foro Económico Mundial celebrado en Moscú en octubre de 2003.

En enero de 2004, Nemtsov coescribió junto a Vladímir Kará-Murzá, su asesor de toda la vida y compañero de partido, un artículo titulado "Llamamiento a la mayoría putinista", advirtiendo de los peligros de una inminente dictadura de Putin, que fue publicado en el periódico Nezavísimaya Gazeta. Más tarde, en el mismo mes, cofundó "Comité 2008", una agrupación que reunía a la oposición de Rusia, que también incluyó a Gari Kaspárov, Vladímir Bukovski y otros liberales prominentes. (Véase Committee 2008.)
En febrero de 2004, fue nombrado como presidente del consejo de Neftyanói, una empresa matriz del banco Banco Neftyanói, cuyo presidente era Ígor Linshits. En diciembre de 2005, sin embargo, la fiscalía anunció que el banco estaría sujeto a una investigación tras las acusaciones de lavado de dinero y fraude. Posteriormente dimitió de sus posiciones en la empresa señalando que quería minimizar las consecuencias políticas que pueden sobrevenir a causa de su implicación continuada en la política rusa. Nemtsov también alegó que el banco podría haber sido blanco de ataques debido a su amistad y apoyo del ex primer ministro Mijaíl Kasiánov, que había declarado su intención de postularse a la presidencia en 2008.
Durante las elecciones presidenciales de Ucrania de 2004, Nemtsov se posicionó como un firme partidario del posterior ganador, Víktor Yúshchenko, mientras que el gobierno de Rusia respaldó a su oponente Víktor Yanukóvich. Poco después de la Revolución Naranja, denominación que recibieron las elecciones y la serie de protestas en Ucrania, Yúshchenko nombró a Nemtsov como asesor económico El objetivo principal de Nemtsov sería mejorar los lazos comerciales entre Ucrania y Rusia, que habían sido dañados tras el gobierno de Putin. La elección que Yúshchenko hizo de Nemtsov fue polémica, debido a sus fuertes críticas contra Putin.
La relación entre Nemtsov y el gobierno de Ucrania se volvió inestable a mediados de 2005, cuando un grupo de legisladores pidió a Yúshchenko que destituyera a Nemtsov, aduciendo que Nemtsov criticó decisiones del gabinete del país. El político se mantuvo como asesor económico de Yúshchenko, a pesar de las críticas, hasta octubre de 2006, cuando la oficina del presidente de Ucrania anunció que Nemtsov había sido "relevado de sus deberes como asesor presidencial free lance".
El 26 de diciembre de 2007, Nemtsov retiró su candidatura para las elecciones presidenciales de 2008, diciendo que no quería quitar votos al otro candidato de la "oposición democrática", Mijaíl Kasiánov.

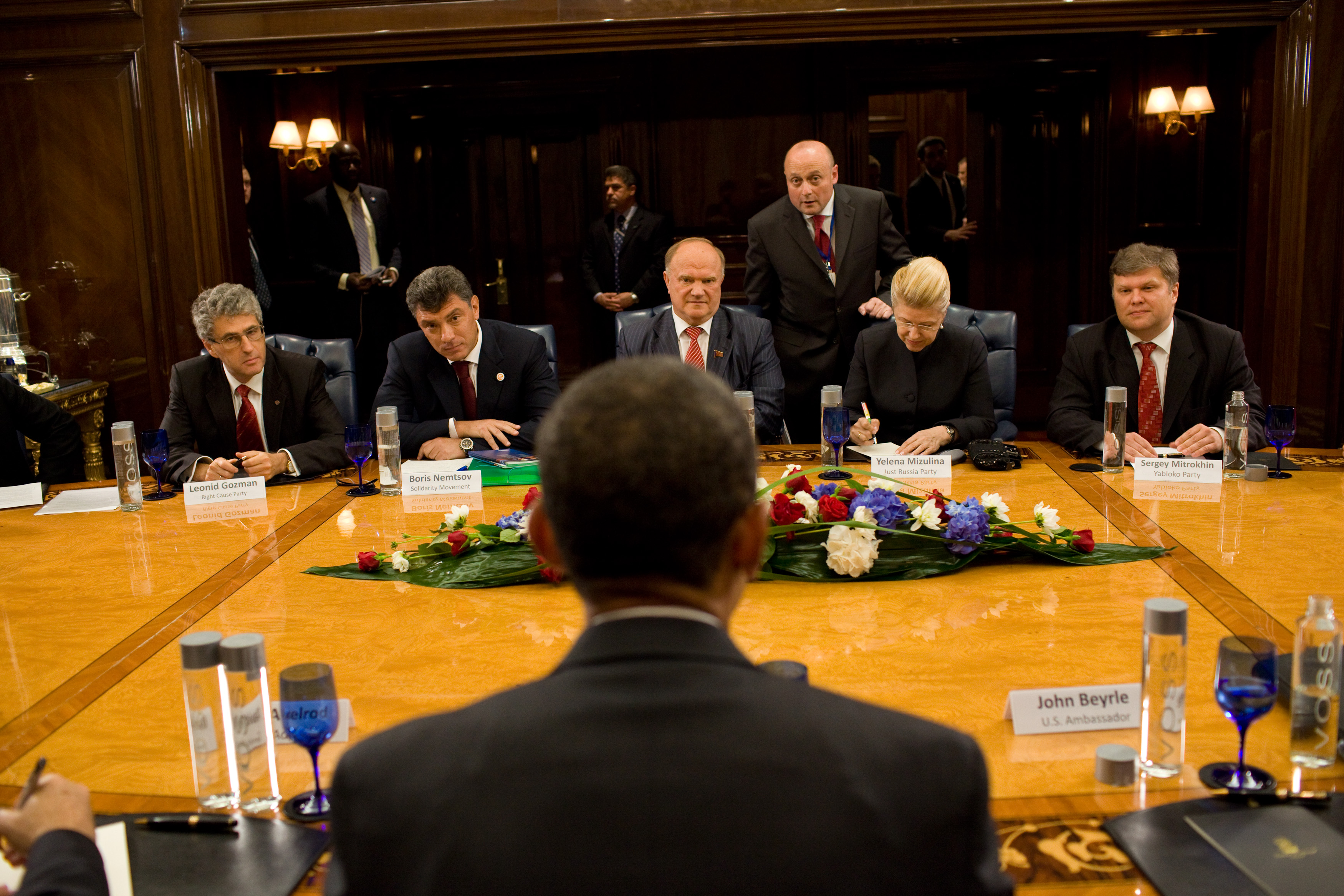
Políticos rusos reunidos con Barak Obama (de izda. a dcha.): Leonid Gozman, Borís Nemtsov, Guennadi Ziugánov, Yelena Mizúlina y Serguéi Mitrojin. 2009

Nemtsov cofundó con Gari Kaspárov el movimiento político de oposición Solidárnost (Solidaridad), el 13 de diciembre de 2008. La organización esperaba unir las diversas fuerzas de la oposición en Rusia. Nemtsov anunció en una reunión de Solidárnost el 12 de marzo de 2009 que se presentaría a las elecciones de la alcaldía de Sochi el día 26 de abril. Nemtsov, un nativo de Sochi, había criticado los planes para celebrar los Juegos Olímpicos de Invierno de 2014 en esa ciudad, una posición que según él condujo a miembros de Nashy a atacarlo el 23 de marzo de 2009 utilizando cloruro de amonio.
El 27 de abril de 2009, se anunció que el alcalde en funciones de Sochi, el candidato de Rusia Unida Anatoli Pajómov, había ganado las elecciones con el 77 % de los votos. Nemtsov, que quedó en segundo lugar con un 14 % de los votos, impugnó la imparcialidad de las elecciones, alegando que se le negó acceso a los medios y que los funcionarios del gobierno habían sido presionados para votar por Pajómov. Nemtsov fue uno de los 34 signatarios originales de la línea de manifiesto anti-Putin Putin debe marcharse, publicado el 10 de marzo de 2010.
En septiembre de 2010, junto con Vladímir Ryzhkov, Mijaíl Kasiánov y Vladímir Milov, Nemtsov formó el "Partido Para Rusia, sin anarquía ni corrupción", que, tres meses más tarde se transformó en Partido de la Libertad Popular. En mayo de 2011 el partido presentó una solicitud de registro ante el Ministerio de Justicia, pero un mes más tarde se le negó el registro. El partido estudió diversas formas de boicotear las elecciones parlamentarias de diciembre de 2011. También se pensó en elegir a un candidato alternativo para las elecciones presidenciales de marzo de 2012.
El 16 de diciembre de 2010, Putin declaró en una emisión de televisión en directo que durante la década de 1990 Nemtsov, Ryzhkov y Milov "se apropiaron de una gran cantidad de miles de millones junto con Borís Berezovski y los que ahora están en la cárcel... Fueron destituidos de la administración, han gastado mucho dinero, y ahora quieren volver y llenarse los bolsillos ". En enero de 2011, Nemtsov, Milov y Ryzhkov llevaron ante el Tribunal Municipal de Moscú la declaración de Putin, pero el mes siguiente su demanda fue desestimada. Según la juez Tatiana Adámova, los nombres de Nemtsov, Ryzhkov y Milov fueron utilizados por Putin simplemente como nombres comunes para referirse a una cierta clase de políticos.
Borís Nemtsov es autor o coautor de ocho informes sobre la situación política, social y económica de Rusia, muy críticos con el actual sistema de gobierno, siendo el primero de ellos el célebre informe Putin. Balance. publicado en 2008.

## Muerte

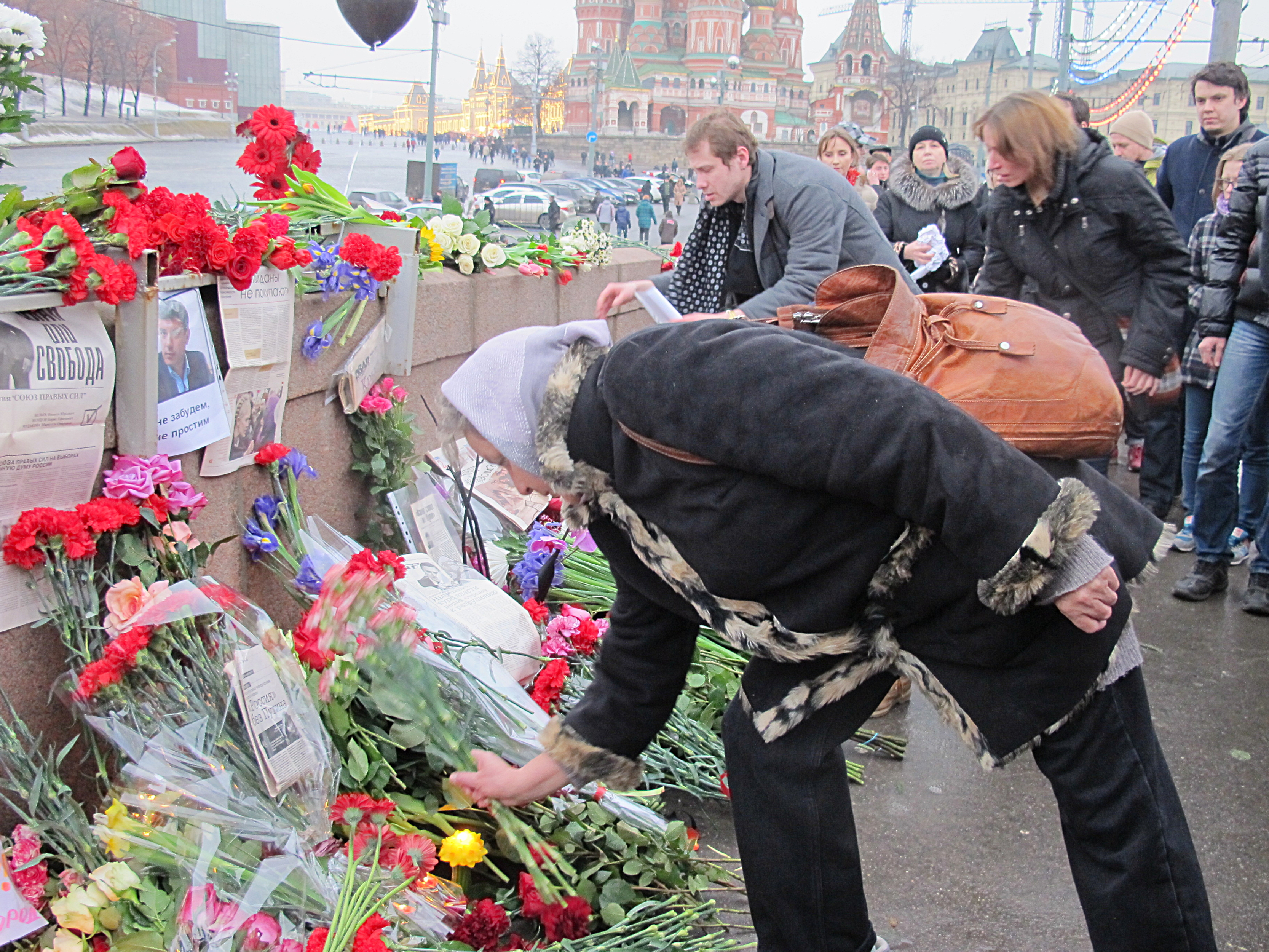
Homenaje a Nemtsov en el lugar de su asesinato en las proximidades del Kremlin

La medianoche del 27 de febrero de 2015, Nemtsov fue acribillado por la espalda mientras caminaba cerca del Kremlin en compañía de la modelo ucraniana Anna Duritskaya. Estaba cruzando el puente Bolshói Moskvoretski cuando varios individuos bajaron de un vehículo blanco y le dispararon por la espalda, de acuerdo con los medios de comunicación de Rusia. 
La BBC informó de que en su último tuit, Nemtsov hizo un llamamiento a unirse a la marcha contra la guerra en el Donbáss. Además la BBC citó sus palabras: "Si estás de acuerdo en parar la guerra en el Dombás, si estás de acuerdo en parar la agresión de Putin, ven el 1 de marzo a la Marcha de la Primavera en Máryino".  La noche posterior a su asesinato, sus papeles, escritos y discos duros de computadora fueron confiscados por las autoridades.
El 28 de marzo de 2022, el medio de periodismo de investigación Bellingcat, conjuntamente con el medio analítico y de investigación ruso The Insider y la BBC, publicaron un informe en el que demuestra que, durante el año previo al asesinato de Nemtsov, éste fue seguido por un equipo de agentes del FSB (sucesor del KGB). Este equipo de los servicios secretos rusos es el mismo que perpetró los envenenamientos de los opositores Alekséi Navalny, Dmitri Býkov y Vladímir Kará-Murzá.

## InformePutin. Guerra
Informe coelaborado tras la anexión de Crimea e inicio de la guerra del Donbás y publicado por los colaboradores de Borís Nemtsov a las pocas semanas de su asesinato:
- Putin. Guerra. 2015 (en español)
- Putin. War. 2015 (en inglés)
- Путин. Война. 2015 (en ruso)